# Energetska politika
Energétska polítika je javna politika delovanja na področjih, ki zadevajo oskrbo z energijo: pridobivanje energije iz virov energije, pretvarjanje energije, prenos energije, shranjevanje energije, trgovanje z energijo. Ne nazadnje se energetska politika ukvarja tudi z rabo energije, predvsem z možnostjo vplivanja na rabo energije. 
javna energetska politika lahko vključuje več sestavin, kot na primer:
- zakonska in podzakonska določila o energetskih dejavnostih (izrabljanje virov energije, pretvarjanje energije, trgovanje, transport, shranjevanje itd.)
- zakonska in podzakonska določila o rabi energije, kot na primer standarde učinkovitosti, omejitve onesnaževanja,
- navodila podjetjem v državni lasti
- odločitve o izgradnji energetske infrastrukture (koncesije, sovlaganja …)
- mednarodne politične dejavnosti, kot na primer
  - sklepanje splošnih dogovorov o mednarodnem energetskem trgu, kot na primer dogovori v okviru Svetovne trgovske organizacije,
  - sklepanje mednarodnih pogodb in zvez, kot na primer Evropska energetska listina
  - posebna razmerja do energetsko bogatih dežel, vključno z vojaško prisotnostjo in vojaško ali politično prevlado.

Komentatorji povezujejo vojaške intervencije ZDA na Bližnjem vzhodu, vključno z Zalivsko vojno leta 1990-1991 in Iraško vojno, ki se je začela z napadom ZDA in zaveznikov na Irak leta 2003, z velikimi zalogami nafte in zemeljskega plina na tem območju.
Energetska politika se pogosto ukvarja s tveganjem neskladja med ponudbo energije in povpraševanjem po energiji (energetska kriza). Sodobne energetske politike se morajo ozrati tudi na okoljska vprašanja (klimatske spremembe, kisli dež …).
Nekatere države (vlade ali parlamenti) sprejemajo državne energetske programe. Ne glede na izjave pa oblasti izvajajo nekakšno energetsko politiko. Analiza politik proučuje sestavine in dejanske učinke energetske in drugih javnih politik.
Celo za posamezno državo je smiselno govoriti o energetskih politikah v množini. 
- Prvič, državna oblast ne deluje povesem enotno, in
- drugič, na realno energetsko politiko vplivajo različni dejavniki, kot na primer občine in regije (lokalne skupnosti)ter energetska podjetja in civilna družba, ki vsaka s svojimi dejanji oblikuje delne politike.